# Наматбек
Наматбек — село в Бакай-Атинском районе Таласской области Кыргызстана. Входит в состав Ленинпольского аильного округа. Код СОАТЕ — 41707220830020.

## Население
По данным переписи 2009 года, в селе проживало 803 человека.